# Holmesina
Holmesina è un genere di mammiferi estinti appartenenti agli xenartri. Visse tra il Pliocene e il Pleistocene (circa 2 milioni di anni fa - 50.000 anni fa) e i suoi resti fossili sono stati ritrovati in Nord e Sud America. Era simile a un gigantesco armadillo.

## Descrizione
Questo animale era molto più grande degli attuali armadilli, e poteva raggiungere circa 2 metri di lunghezza. Al contrario dei glittodonti, anch'essi giganteschi animali simili ad armadilli, la corazza di Holmesina era costituita da placche flessibili che permettevano all'animale di muoversi più agilmente, ma non di appallottolarsi come gli armadilli odierni. Le zampe possenti erano armate di artigli adatti a scavare, mentre il cranio lungo e basso era dotato di una dentatura più robusta di quella degli armadilli.

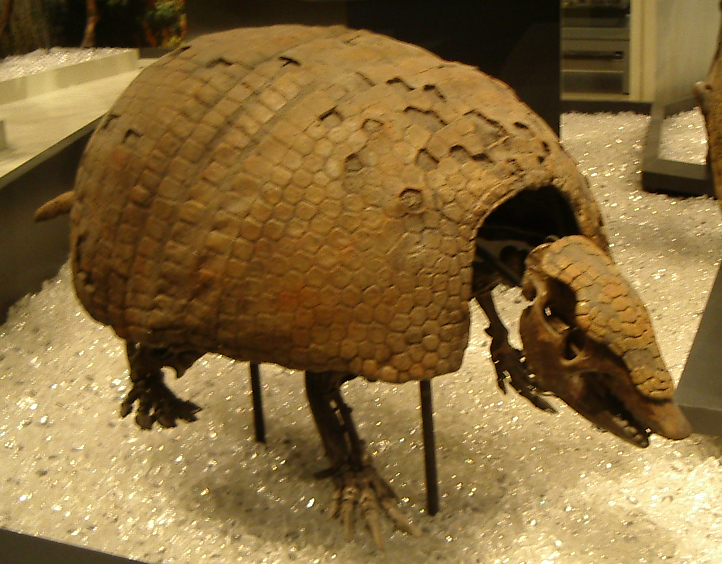
Fossile di Holmesina occidentalis

## Classificazione
Il genere Holmesina è stato descritto per la prima volta nel 1930 da George Gaylord Simpson, sulla base di fossili rinvenuti in Florida (Holmesina septentrionalis). Successivamente altri resti di questo armadillo sono stati ritrovati nella parte settentrionale del Sudamerica (Ecuador e Venezuela) e sono stati ascritti alla specie H. occidentalis da Robert Hoffstetter nel 1952. Un'altra specie, H. floridanus, è stata descritta dal Pliocene terminale della Florida. Nel 2012 è stata descritta una nuova specie di Holmesina, proveniente dal Pleistocene superiore del Brasile, H. rondoniensis. Nel 2019, sempre sulla base di fossili brasiliani della fine del Pleistocene, è stata descritta invece H. cryptae.
Fossili di Holmesina sono stati descritti in gran parte degli Stati Uniti Meridionali (Florida, Texas, Georgia, Kansas e Carolina del Sud), in Messico e in Costa Rica.
Holmesina fa parte dei pampateri, un gruppo di mammiferi xenartri affini agli armadilli, ma molto più grandi e dotati di diverse specializzazioni per quanto riguarda la dentatura. Un altro genere affine, tipicamente sudamericano, è Pampatherium.

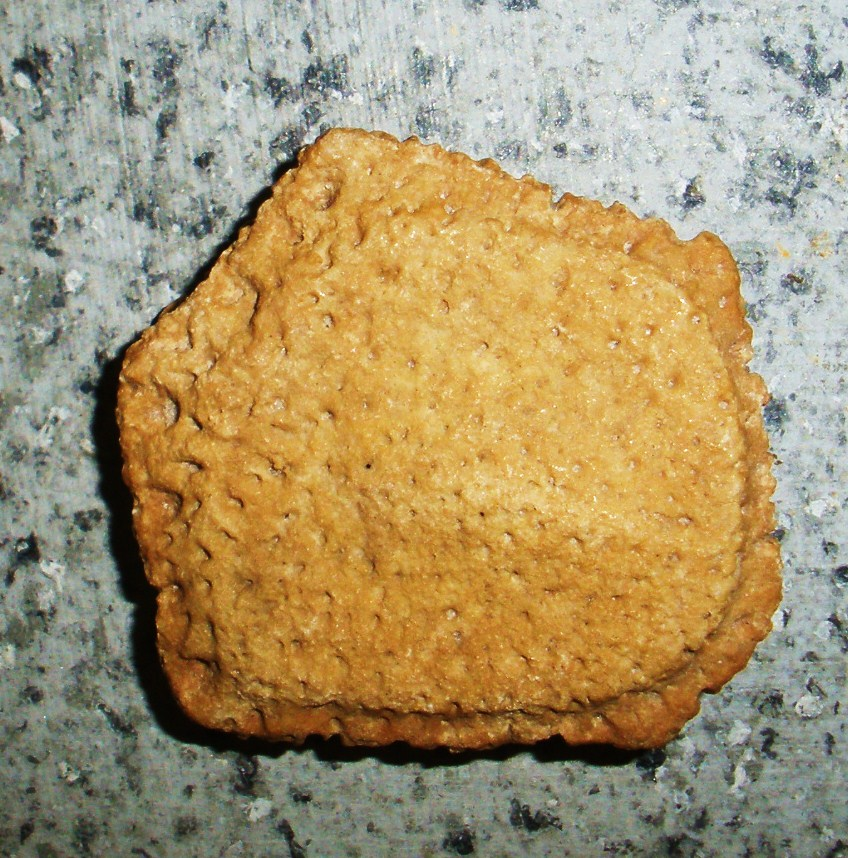
Placca di Holmesina floridanus

## Paleobiogeografia
Sembra che gli individui del genere Holmesina si siano spostati verso nord durante il grande interscambio faunistico del Pliocene /Pleistocene, quando Nordamerica e Sudamerica si riunirono grazie alla formazione dell'istmo di Panama. Altri animali che compirono questa migrazione verso nord furono i bradipi terricoli, i glittodonti, gli armadilli, i capibara, gli opossum e i notoungulati.

## Paleoecologia
Holmesina e i suoi stretti parenti erano principalmente erbivori; l'apparato masticatore di questi animali era adatto a cibarsi di piante dure delle pianure, al contrario degli armadilli attuali, principalmente insettivori od onnivori.